# Cantón Pastaza
El cantón Pastaza es una entidad territorial subnacional ecuatoriana, de la Provincia de Pastaza. Su cabecera cantonal es la ciudad del Puyo, lugar donde se agrupa gran parte de su población total. En ella aglutina a siete nacionalidades shuar, achuar, shiwiar, kichwa, andwa, sapara, waodani. Su población es de 82.754 habitantes, tiene una superficie de 19.727 km². Es el cantón más extenso del país, pues es incluso más grande que 21 de las 24 provincias del Ecuador, así como el undécimo cantón con la menor densidad poblacional con apenas 3,14 hab/km². Actualmente el alcalde de Pastaza es Oswaldo Zúñiga, elegido para el periodo 2019 - 2023.

## Límites
- Al norte con los cantones de Santa Clara, Arajuno y Mera.
- Al sur con el Perú y la provincia de Morona Santiago.
- Al este con el Perú.
- Al oeste con el cantón Mera y la provincia de Morona Santiago.

## División política
Pastaza tiene catorce parroquias:

### Parroquias urbanas
- Puyo (cabecera cantonal y capital provincial)

### Parroquias rurales
- Canelos
- Diez de agosto
- Fátima
- Montalvo (Andoas)
- Pomona
- Río Corrientes
- Río Tigre
- Sarayacu
- Simón Bolívar (Cab. en Mushullacta)
- Tarqui
- Teniente Hugo Ortiz
- Veracruz (Cab. en Indillama)
- El Triunfo